# 头道溜河会议址
头道溜河会议址，位于中华人民共和国吉林省桦甸市白山镇头道溜河大川，为一个省级文物保护单位，类型为近现代史迹及代表性建筑，公布时间为1987年10月20日。该文物保护单位由桦甸市文物管理所管理。
头道溜河会议址的历史年代为1939-1940年。